# Boris Živanović
Boris Živanović (in serbo Борис Живановић?; Belgrado, 18 luglio 1989) è un calciatore serbo con cittadinanza ungherese, centrocampista dello Železnik.

## Carriera
Ha giocato nella massima serie dei campionati ungherese, sloveno e serbo.